# Albert (téléfilm)
Pour les articles homonymes, voir Albert.
 (février 2017).
Si vous disposez d'ouvrages ou d'articles de référence ou si vous connaissez des sites web de qualité traitant du thème abordé ici, merci de compléter l'article en donnant les références utiles à sa vérifiabilité et en les liant à la section « Notes et références ».
Pour plus de détails, voir Fiche technique et Distribution.
Albert est un téléfilm et une comédie musicale d'animation réalisée par Max Lang, produite par Nickelodeon et distribuée par Paramount Television. Il a été créé le 9 décembre 2016 et est le premier film animé par Nickelodeon.

## Fiche technique
- Titre : Albert
- Titre original : Albert
- Genre : Animation, aventure, comédie, fantastique et film musical
- Dirigé par Max Lang
- Production : MacGregor Middleton, Will McRobb, Chris Viscardi
- Scénario : Will Eisenberg, Aron Eisenberg, Joe Stillman
- Musique : Brad Breeck
- Sociétés de production : Nickelodeon Productions
- Distribution : Paramount Television
- Pays :  États-Unis
- Langue : anglais
- Date de diffusion : 9 décembre 2016[1]
- Durée : 43 minutes

## Distribution
- Bobby Moynihan : Albert
- Sasheer Zamata : Maisie
- Judah Friedlander : Gene
- Cheri Oteri : le nouveau correspondant
- Rob Riggle : Cactus Pete
- Tom Kenny (voix additionnelle)
- Breanna Yde : Molly
- John DiMaggio : Donny
- Mary Pat Gleason : Earth Mama

## Livre
Aaron et Will Eisenberg, scénaristes du film, ont écrit un livre basé sur le film, Albert : Le Petit Arbre.